# St.-Annen-Kirche (Völkershausen)

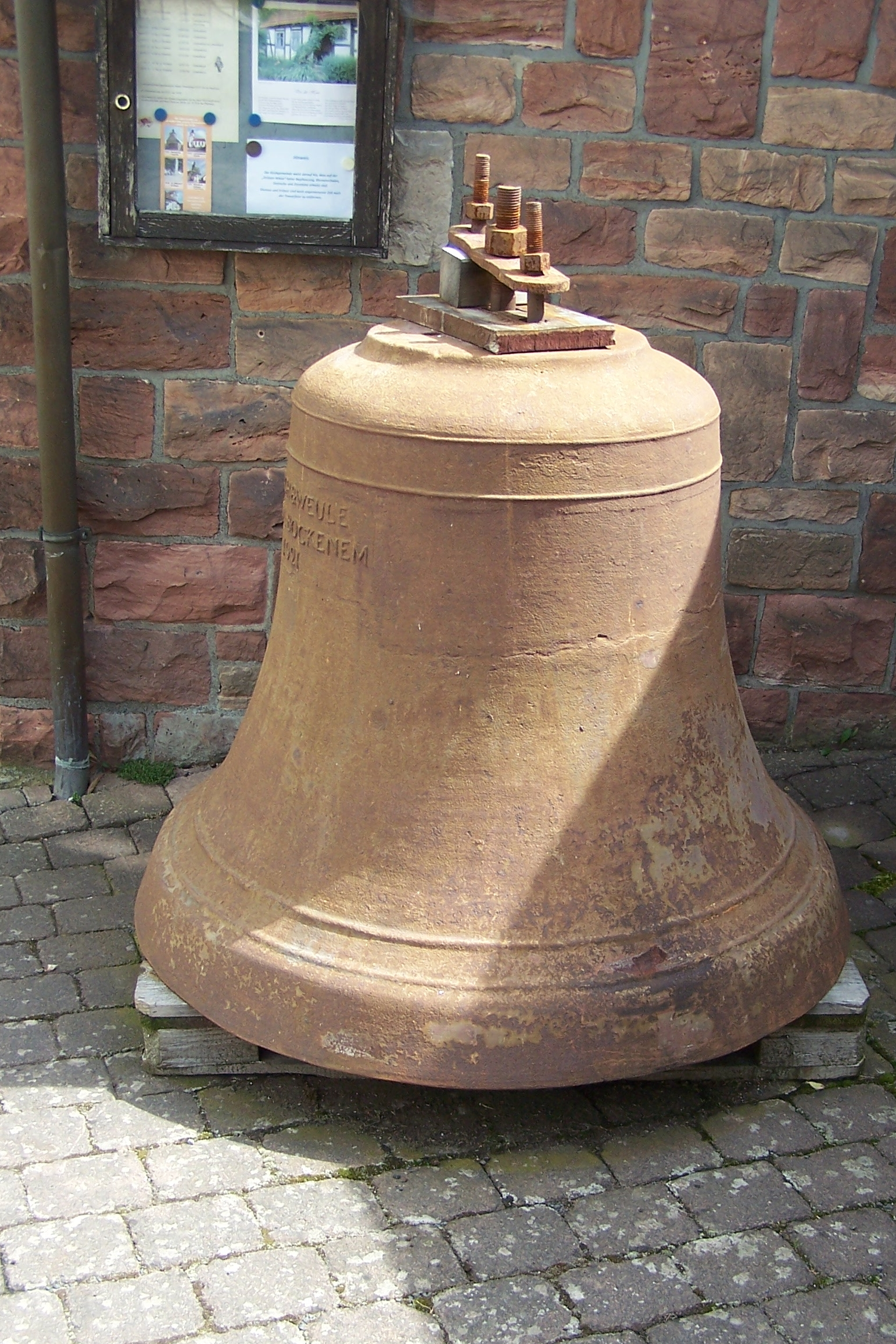
Die stählerne Glocke der zerstörten St.-Annen-Kirche

Die St.-Annen-Kirche war bis zu ihrer Zerstörung im Jahr 1989 die evangelisch-lutherische Kirche des Ortsteils Völkershausen der Stadt Vacha im Wartburgkreis in Thüringen.

## Geschichte
Die St.-Annen-Kirche wurde von 1717 bis 1720 als vermutlich zweiter Kirchenbau in der Ortsgeschichte erbaut. Sie verfügte über einen markanten Kirchturm an der Westseite, unten viereckig, nach oben hin achteckig, mit einer Schweifkuppel und einer Laterne bekrönt, und ein prunkvolles Portal im Barockstil an der Westseite des Turms. 
Vom Portal aus erreichte man das Kirchenschiff über eine im Inneren des Turms gelegene Vorhalle.
Der rechteckige Innenraum verfügte über zweigeschossige hölzerne Emporen und eine schlichte Holzdecke. Die balkonartige Kanzel befand sich hinter dem Altar. Der Taufstein stammte aus der ersten Hälfte des 17. Jahrhunderts, möglicherweise aus dem Vorgängerbauwerk. In und an der Kirche befanden sich mehrere historische Grabsteine aus dem 17. Jahrhundert.
Beim Gebirgsschlag Völkershausen am 13. März 1989 wurde das Gebäude erheblich beschädigt und musste nachfolgend abgerissen werden.

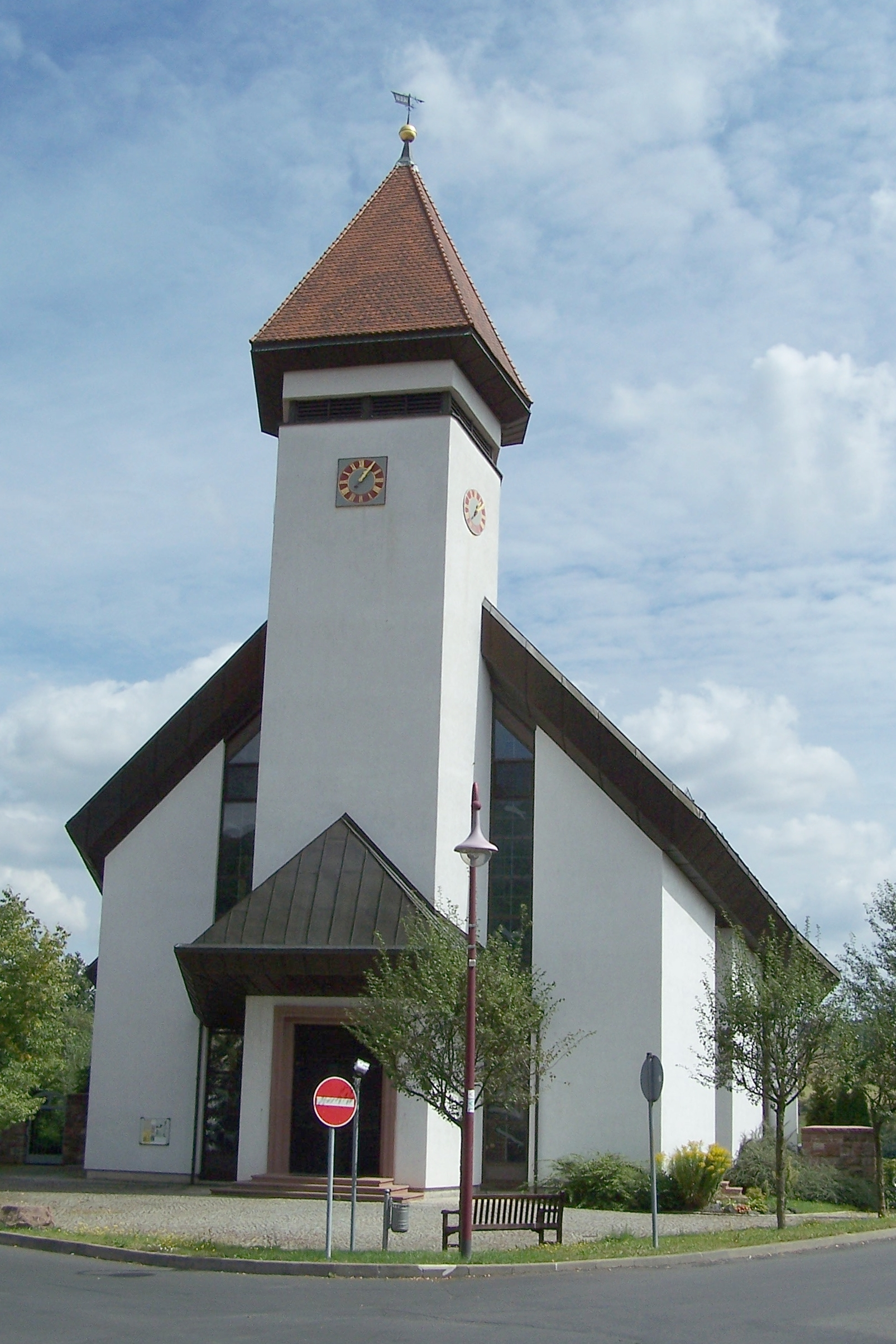
Die heutige St.-Michaelis-Kirche

## Neubau als Sankt Michaelis-Kirche
Die Debatten um den Neubau einer Kirche in Völkershausen fielen in die Zeit der politischen Wende in der DDR, was dem Vorhaben erheblichen Aufschwung gab. An gleicher Stelle wie die alte Kirche wurde die heutige St.-Michaelis-Kirche errichtet. Nach dem Baubeginn vom 3. Juni 1991 konnte am 16. November 1991 Richtfest gefeiert werden, die Einweihung war am 29. November 1992. Teile der Inneneinrichtung, der Taufstein und die Sammlung historischer Grabsteine wurden in den Neubau übernommen. Am 19. Dezember 1993 erfolgte schließlich noch die Einweihung einer neuen Orgel.

## Orgel der Sankt Michaelis-Kirche
Die neue Kirche erhielt 1993 als erstes größeres Instrument der Werkstätte eine Orgel von Orgelbau Waltershausen. Diese verfügt über 25 Register auf zwei Manualen und Pedal, zuzüglich eines Koppelmanuals sowie dreier Transmissionen. Die Prinzipale von Hauptwerk (8′) und Schwellwerk (4′) sind in der Art eines Spiegelprinzipals im Prospekt angeordnet. Die Pedalregister stehen mit auf den Laden des Hauptwerks. Den freistehenden Spieltisch verbinden mechanische Spiel- und Registertrakturen mit dem Gehäuse. Das Pfeifenwerk ist nach Georg Andreas Sorge 1764 gestimmt. Die Disposition des Instruments lautet:
| I Koppelmanual C–g3 |  |  |
|                     |  |  |

| II Hauptwerk C–g3 |                       |        |
| 1.                | Copula                | 16′    |
| 2.                | Principal (Prospekt)0 | 8′     |
| 3.                | Traversflöt           | 8′     |
| 4.                | Bordun                | 8′     |
| 5.                | Quintaden             | 8′     |
| 6.                | Octave                | 4′     |
| 7.                | Flöte                 | 4′     |
| 8.                | Octave                | 2′     |
| 9.                | Terz                  | 1 3⁄5′ |
| 10.               | Mixtur V              |        |
| 11.               | Trompete              | 8′     |
|                   | Tremulant             |        |

| III Schwellwerk C–g3 |                       |       |
| 12.                  | Viola di Gamba        | 8′    |
| 13.                  | Rohrflöte             | 8′    |
| 14.                  | Unda maris            | 8′    |
| 15.                  | Principal (Prospekt)0 | 4′    |
| 16.                  | Spitzflöte            | 4′    |
| 17.                  | Quinte                | 2 ⁄3′ |
| 18.                  | Waldflöte             | 2′    |
| 19.                  | Schwiegel             | 1′    |
| 20.                  | Cornett V             |       |
| 21.                  | Mixtur IV             |       |
|                      | Tremulant             |       |

| Pedal C–f1 |                              |     |
|            | Bordun (= Transm. Nr. 1)     | 16′ |
|            | Principal (= Transm. Nr. 2)  | 8′  |
| 22.        | Gemshorn                     | 8′  |
| 23.        | Hohlflöte                    | 4′  |
| 24.        | Rohrquinte II                |     |
| 25.        | Posaune                      | 16′ |
|            | Trompete (= Transm. Nr. 11)0 | 8′  |

- Koppeln: II/P, III/P
- Spielhilfen: Cimbelstern

## Aktuelle Gemeinde
Die Sankt Michaelis-Kirche ist zentraler Versammlungsort der jetzigen Kirchengemeinde St. Michael Völkershausen, zu der neben Völkershausen auch die Ortschaften Mariengart, Martinroda, Willmanns und Wölferbütt gehören. Diese ist wiederum Pfarrbereich des Evangelisch-Lutherischen Kirchenkreises Bad Salzungen-Dermbach innerhalb der Evangelischen Kirche in Mitteldeutschland.